# Museo del Mar (Peñíscola)
El Museo del Mar  (oficialmente Museu de la Mar en valenciano) es un museo marítimo de carácter municipal situado en la localidad castellonense de Peñíscola (Comunidad Valenciana, España). El museo se encuentra en el antiguo edificio Les Costures, sobre el Baluarte del Príncipe y se encuentra abierto desde el año 1996. En 2007 el edificio que lo alberga fue declarado Bien de Relevancia Local con la categoría de monumento de interés local. El fondo del museo consta de fotografías, dibujos y grabados antiguos, así como varios dispositivos tecnológicos y tres acuarios con especies marinas. 

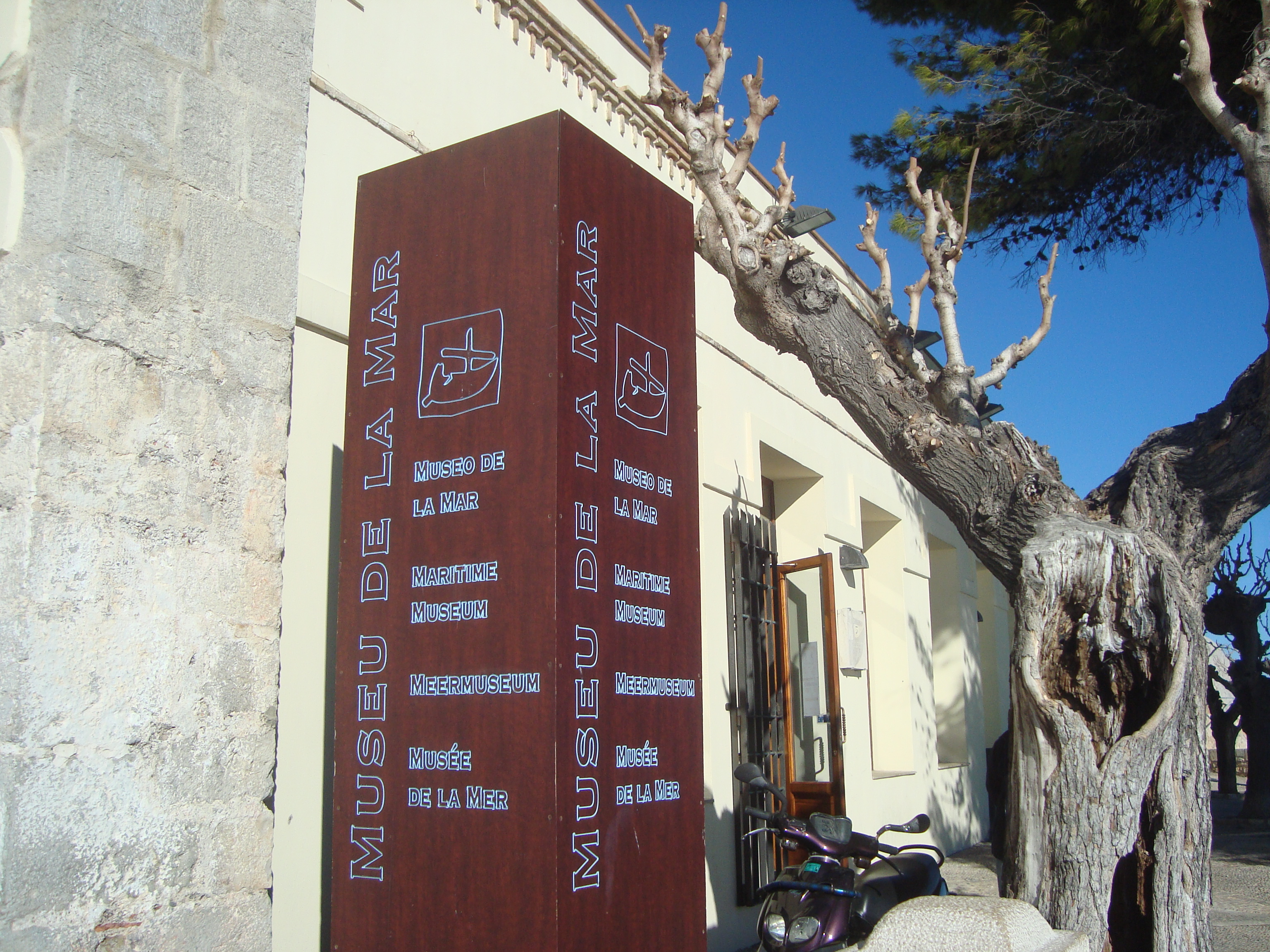
Museu de la Mar (Peníscola)

El museo recibió la visita de 50 000 personas durante dos meses (julio y agosto) en 2001. A comienzos de 2012 superó el millón de visitas total desde su inauguración. Durante 2014 el museo recibió más de 100 000 visitantes.

## Galería

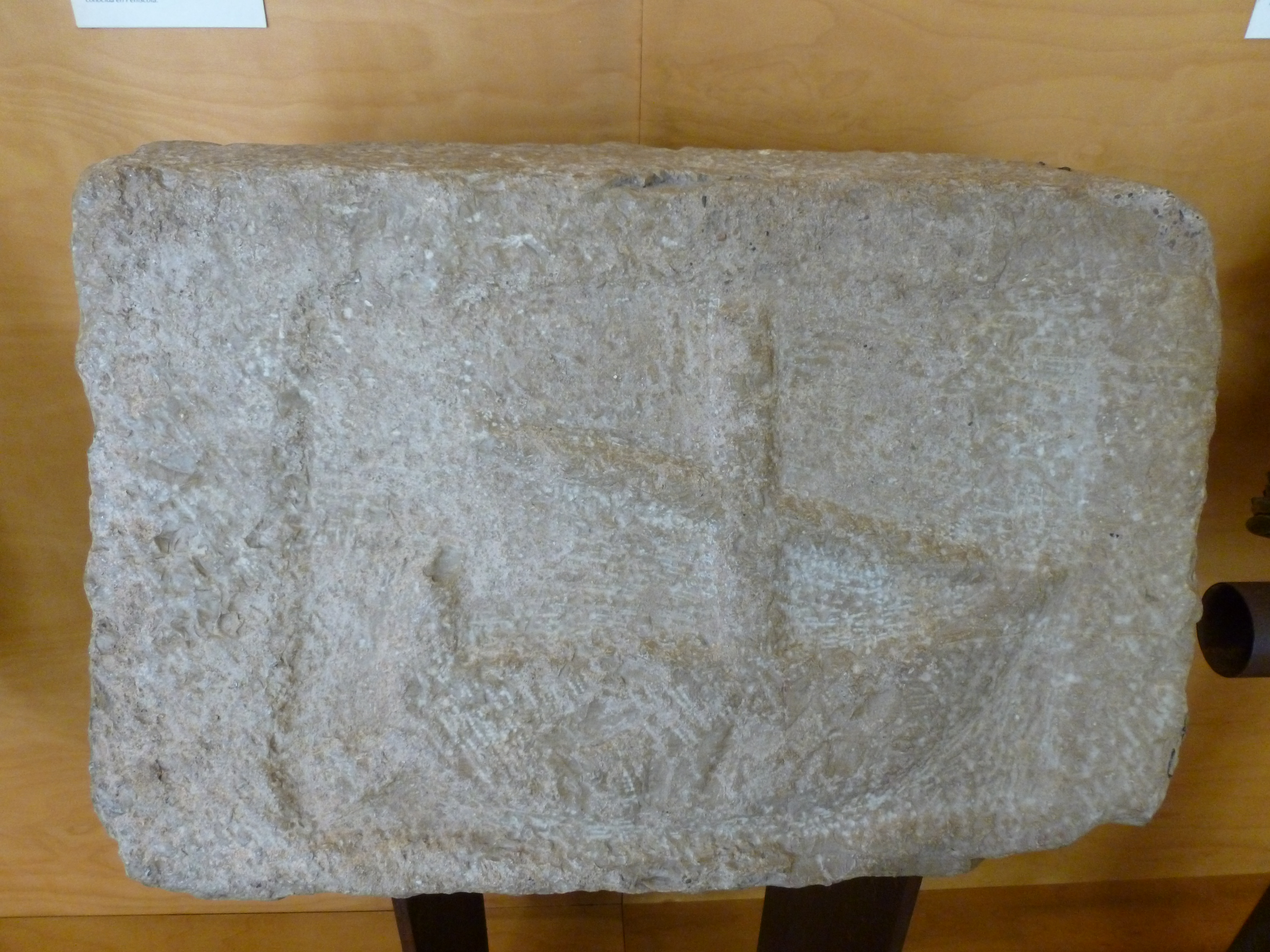
Esquema de nave latina.
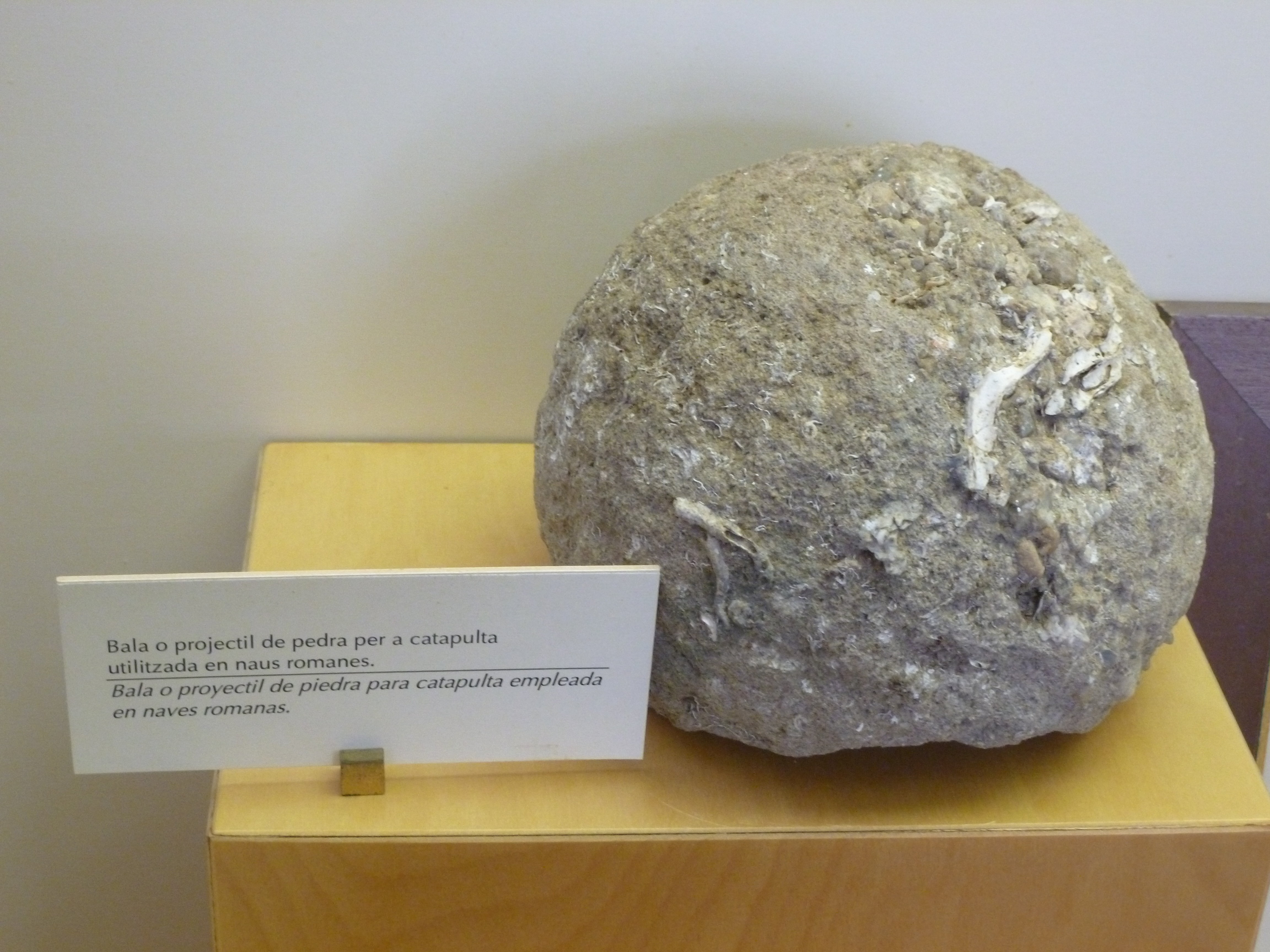
Proyectil para catapulta romana.
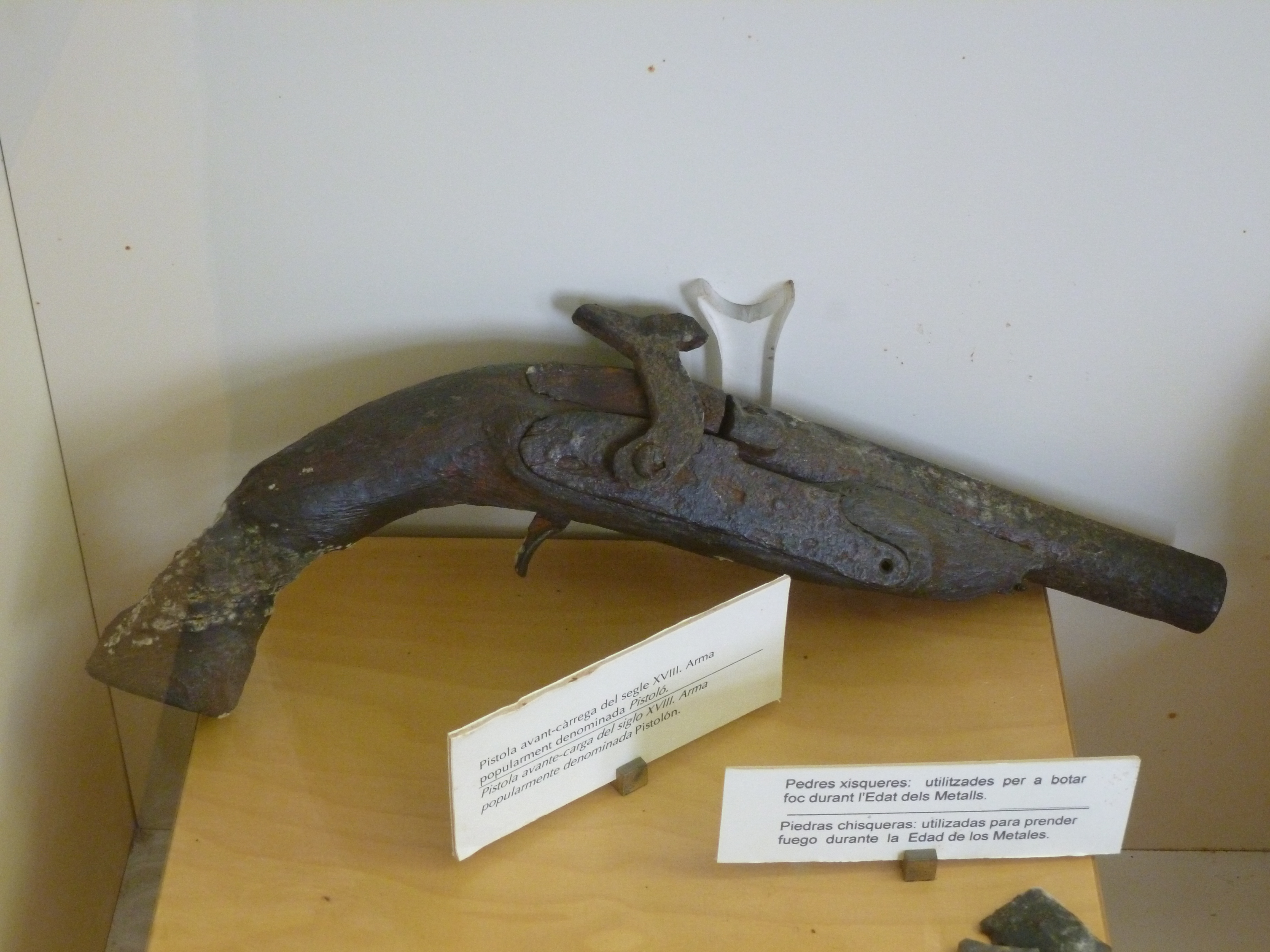
Pistola avancarga del siglo XVIII.